# Trojice-Sergijeva lavra
Lavra svetog Trojstva i Sergija ili Trojice-Sergijeva lavra (ruski: Троице-Сергиева лавра) je najvažniji ruski pravoslavni samostan (statusa lavre) i duhovno središte Ruske pravoslavne crkve. Nalazi se u gradu Sergijevu Posadu, oko 80 km sjeveroistočno od Moskve cestom za Jaroslavlj. Njen iznimni arhitektonski kompleks je 1993. godine upisan na UNESCO-ov popis mjesta svjetske baštine u Europi.

## Povijest
Samostan je osnovao 1345. jedan od najslavljenijih ruskih svetaca, Sveti Sergij Radonežski, koji je sagradio drvenu crkvu u čast Svetom Trojstvu na brdu Makovec. God. 1355. Sveti Segij je objavio povelju prema kojoj je manastir morao imati pomoćne zgrade kao refektorij, kuhinju i pekaru. Ova povelja je postala modelom za brojne svečeve sljedbenike koji su osnovali više od 400 manastira po cijeloj Rusiji.
Sv. Sergije je podupirao borbu Dimitrija I. u njegovoj borbi protiv Tatara, te je čak poslao dva svoja monaha u Bitku kod Kulikova 1380. godine kojom je Dimitrije I. pobjedom osigurao opstanak Moskovske kneževine. God. 1408. Tatari su u jednom od svojih prepada opustošili i zapalili manastir.
Nakon što je 1422. godine sv. Sergije proglašen svecom zaštitnikom Rusije, skupina srbijanskih monaha, koji su pronašli utočište u manastiru nakon Bitke na Kosovu, izgradila je prvu kamenu katedralu posvećenu Svetom Trojstvu. U njoj su smještene relikvije sv. Sergija, koje se i danas mogu vidjeti na istom mjestu. Najveći srednjovjekovni ruski slikari ikona, Andrej Rubljev i Danil Černij,  su pozvani da ukrase katedralu svojim freskama. Tradicionalno su se moskovski vladari krstili u katedrali koju su kasnije pohodili i darivali.
God. 1476., Ivan III., moskovski veliki knez, je dao izgraditi Crkvu Duha Svetoga sa središnjim zvonikom koju su podigli pskovski majstori. Kako je manastir rastao postao je jedan od najvećih zemljoposjednika u Rusiji, a šuma u kojoj se nekad nalazio je posječena za izgradnju sela (posada)koje je kasnije preraslo u grad Sergijev Posad. Manastir je u 16. stoljeću postao značajno središte historiografije i ikonoslikarstva, a nasuprot njegovih zidina ustanovljen je Manastir sv. Paraskeve izgradnjom Crkve sv. Paraskeve 1547. godine. Polovicom 16. stoljeća manastirske drvene zidine zamijenjene su kamenima dugim 1,5 km s 12 tornjeva. Ivan Grozni je po uzoru na istoimenu katedralu u Moskovskom kremlju, 1559. godine naručio Katedralu Uznesenja koja se gradila 26 godina. 
Avramij Palicin je vodio monahe koji su odbranili manastir od Poljsko-Litvanskih snaga tijekom šesnaestomjesečne opsade od 1608. – 10. godine. Vladislav IV., poljski kralj, je još jednom 1618. godine neuspješno opsjedao manastir o čemu svjedoči jedna topovska kugla koja je još uvijek zabijena u manastirske zidine. Nakon što je dva puta Petar Veliki pronašao utočište u ovom manastiru od svojih neprijatelja, po utvrđivanju vlasti dao je izgraditi brojne zgrade kao što su: malena barokna patrijarhalna palača, kraljevsku palaču i veliki refektorij sv. Sergija (510 m²), tada najveću rusku dvoranu. Crkvu rođenja sv. Ivana Krstitelja (1693. – 99.) na mjestu manastirskih vrata financirala je obitelj Stroganov.
God. 1744., Elizabeta, ruska carica, je manastiru dodijelila stekao status lavre i dala je izgraditi 88 metara visok barokni toranj. Njen ljubavnik, Aleksej Razumovski, je unutar lavre podigao psljednju građevinu, baroknu Crkvu Djevice iz Smolenska. Cijelo 19. stoljeće Lavra je bila na glasu kao najbogatiji ruski manastir, a 1814. godine je osnovana svećenička akademija namjesto sjemeništa iz 1742. godine.
Nakon Oktobarske revolucije, sovjetske vlasti su zatvorile Lavru 1920. godine, a njene zgrade su dobile različite svjetovne namjene, a neke su proglašene muzejima. Veliki broj umjetnina i posjeda manastira je uništeno, poput 65 tona carskog zvona. Tijekom Staljinove vjerske tolerancije 1945. godine, Lavra je vraćena Ruskoj pravoslavnoj crkvi i već sljedeće godine otpočele su vjerske službe. Lavra je bila sjedište moskovske patrijarhije sve do 1983. godine kada je to postao Danilov manastir u Moskvi.
Trenutno u njemu boravi oko 300 monaha, a Lavra ima nekoliko svojih "filijala" (podvorie) u cijeloj Rusiji, pa čak i na dalekim lokacijama kao što je otok Anzer (Solovjecki otoci) i Vaterloo na Antarktiku.

## Odlike
Arhitektonski kompleks Trojice-Sergijeve lavre je izvanredan primjer ruske arhitekture od 14. – 18. stoljeća, koji je kasnije služio kao uzor mnogim drugim ruskim građevinama.
Katedrala Svetog Trojstva je kupolna crkva na četiri stuba s tri apside. Njenu pozlaćenu kupolu dao je izgraditi Ivan Grozni 1556. godine kako bi proslavio osvajanje Kazana. Njena unutrašnjost oslikana je freskama Černija i Rubljeva, uključujući njegovo remek djelo: Sveto Trojstvo. Nikonov dodatak je jednobrodna kupolna crkva kvadratičnog plana, izgrađena od opeke s pročeljem od vapnenca. Serapionov šator iz 1559. godine, u kojem se nalaze grobnice tri manastirska dostojanstvenika, je kvadratična građevina, spojena na južni zid katedrale, simetrično s Nikonovim dodatkom.
Crkva Duha Svetoga (Duhovskaja) nalazi se u središtu manastira i jedan je od najstarijih spomenika u Lavri. Ona je crkva središnjeg plana na četiri stuba s tri apside i jednom kupolom od vapnenca i tradicionalnog oblika. Njeni unutarnji zidovi imaju najstariji primjer ukrasa od keramičkih pločica.
Katedrala Uznesenja je visoka građevina koja podsjeća na Katedralu Uznesenja u Moskovskom kremlju. Zidovi ove crkve na šest stubova su podijeljeni pilastrima i trima redovima malenih prozora, a pročelje ima slijepe arkade. Iznutra je prostrana i osvijetljena, a zidovi su ispunjeni freskama Simnoa Ušakova. 
Crkva Gospe iz Smolenska ima tri vapnenačke balustrade i dvoja stubišta s obje strane glavnih vrata, dok dvostruki dekorativni pilastri podupiru četiri zakrivljena zabata.
Zvonik je najviša građevina u Lavri, a nalazi se na sjevernom zidu središnjeg trga. Izgrađen je od opeke i prekriven štukom s dekorativnim elementima (stupovima, kartuše i sl.) od vapnenca.
Mitropolitska palača je izgrađena uz južni zid manastira i izgleda poput male barokne palače s crvenim pročeljem. U njezinom središtu nalazi se trijem sa širokim balkonom koji ima elegantnu balustradu od kovanog željeza. Njeni stanovi su raskošno uređeni.
Refektorij s jednobrodnom visokom Crkvom sv. Sergija je nadsvođen bačvastim svodom, a crkva ima tri apside i jednu kupolu. njihova pročelja su oslikana plavim, crvenim i zelenim kvadratima i okruženi stupovima s kapitelima ukrašenim medaljonima.
Carska palača (Čertogi) ima pročelje s naslikanom šahovnicom, poput onog na refektoriju, a iznutra je bogato ukrašena. 
Monaške ćelije se nalaze u kamenoj dvokatnici uz obrambene zidine iz 16. i 17. stoljeća. Nekoliko ih je sačuvano u izvornom obliku.
Utvrda, kamene zidine i kutni tornjevi čine nepravilni trokutasti oblik s tri niza fortifikacija: najniži s izoliranim kazamatima, nadsvođena galerija i otvorena galerija.
Vjerske građevine koje pripadaju kompleksu, ali su izvan zidina su: Crkve Pjanickaja i Vedenskaja (1547.), kapela iznad Pjanickog bunara (17. st.) i Kapela Krasnogorskaja (1770.).
- Crkva Duha Svetoga (1476.)
- Katedrala Uznesenja (1559. – 1585.)
- Pačji toranj (1650.)
- Unutrašnjost Crkve sv. Sergija (1686.-92.)
- Zvonik Černigovskog skita

## Vanjske poveznice
- Službena stranica Svetog Trojstva - Sergejeve lavre